# Conversazione
La conversazione, colloquio garbato tra più persone e sinonimo di dialogo, è un'interazione verbale che presuppone cooperazione tra i partecipanti.
Si articola in:
- apertura: l'inizio della conversazione.
- sviluppo: tramite meccanismo del turno (parlare uno alla volta) basato su coppie adiacenti.

## Procedure correzione
Possono essere:
- autocorrezione: fatta dallo stesso parlante che si accorge del proprio errore.
- eterocorrezione: fatta dagli altri partecipanti alla conversazione.

## Discorso riportato
Il discorso riportato è una procedura che all'interno di una conversazione avviene quando si riferiscono discorsi altrui.
Può essere:
- discorso indiretto: per esempio "Marco ha detto che va in Sicilia".
- discorso diretto: per esempio "Marco ha detto "vado in Sicilia"".
- discorso indiretto libero: per esempio "Marco l'ha detto, va in Sicilia".

## Ripetizioni
All'interno delle conversazioni possono verificarsi diverse forme di ripetizione che possono essere:
- autoripetizione: il parlante stesso ripete l'enunciato.
- eteroripetizione: l'interlocutore ripete lo stesso enunciato del parlante.
- ripetizione polifonica: prevede la ripresa di sintagmi fissi basati su routine conversazionali (per esempio slogan e proverbi).

Le funzioni delle ripetizioni sono:
- conferma di avvenuta ricezione: ripetendo ciò che è appena stato detto, confermiamo l'avvenuta ricezione del messaggio.
- controllo comprensione: confermiamo di aver compreso il messaggio.
- correzione: correggiamo il parlante ripetendo la sua frase.